# Benjamin Lasnier
 Der er for få eller ingen kildehenvisninger i denne artikel, hvilket er et problem. Du kan hjælpe ved at angive troværdige kilder til de påstande, som fremføres i artiklen.

Benjamin (Osvald) Lasnier (født 2. april 1999) er en dansk sanger og sangproducer som blev født i Luxembourg, men flyttede til Danmark som 7-årig. Han er et globalt fænomen på de sociale medier, hvor han har 5 millioner likes på Facebook, knap 1 mio. følgere på Instagram samt over 200.000 abonnementer på Youtube. Benjamin Lasnier blev i starten kendt for at ligne popsangeren Justin Bieber, senere besluttede han for at bruge sit store netværk på at lave musik og udgive en bog samt merchandise. Benjamin Lasnier udgav sin første single i 2014 (You've got my number) og siden da har han udgivet flere singler samt en EP.
Sangeren har derudover vundet adskillelige priser blandt andet Nickelodeons Kids’ Choice Awards for Årets Danske Stjerne i 2016, hvor stjerner som MØ, Lukas Graham og Christopher også var nominerede.